# Domínio de Yamagata
Domínio de Yamagata (山形藩, Yamagata-han) era um feudo japonês ( han ), localizada na Província de Dewa , na Região de Tōhoku  (nordeste de Honshū), onde hoje se localiza a Província de Yamagata. Sua atual capital, também chamada de Yamagata , surgiu ao redor do castelo do  Daimyō. Ao contrário de alguns han cujo controle foi relativamente estável ao longo do Período Edo (1603-1867), Yamagata-han mudou de mãos um grande número de vezes dentro de um curto espaço de tempo.
Originalmente habitada pelos Ainus (povos indígenas), Yamagata veio a ser o domínio do Ramo Ōshū  do Clã Fujiwara no Período Heian (794-1185) .
No Período Sengoku (1467-1603) e no Período Edo, o território mudou de mãos várias vezes, e veio a desempenhar um papel importante nas batalhas que antecederam a Campanha Sekigahara de 1600 . Na época, Yamagata era controlada por Mogami Yoshiaki que a tinha tomado do Clã Uesugi . Junto com vários aliados, defendeu o domínio do ataque do exército de Naoe Kanetsugu , um aliado de Ishida Mitsunari , que fez o seu caminho em direção Yamagata do vizinho Domínio de Yonezawa , com um exército de 20.000 homens. Apesar disso, embora as forças de  Mogami fossem várias vezes menor que as forças de Naoe , nenhuma batalha foi travada no Castelo Yamagata . Com a ajuda de Date Masamune , os exércitos de Naoe foram contidos fora até notícia da derrota de Ishida Mitsunari por Tokugawa Ieyasu em Sekigahara e Naoe se retirou.
Após Sekigahara, Yamagata foi formalmente estabelecido como um han pelo shogunato Tokugawa , e atribuída ao Clã Mogami , juntamente com uma renda de 570 mil koku . No entanto, ele foi transferido para o Clã Torii em 1622, com uma renda de 220 mil koku. Em 1636, o domínio foi revertido para o controle do shogunato, devido à falta de um herdeiro Torii. Os Okudaira e Matsudaira , ramos do Clã Tokugawa, iriam controlar Yamagata intermitentemente a partir de então, entre outras famílias de Daimyō.

## Daimyōs de Yamagata
- Clã Mogami  , 1600-1622 ( tozama ; 570.000 koku )

1. Yoshiaki
2. Iechika
3. Yoshitoshi

- - Clã Torii , 1622-1636 ( Fudai ; 220000 -> 240000 koku )

1. Tadamasa
2. Tadatsune

- Clã Hoshina , 1636-1643 ( Shinpan ; 200.000 koku )

1. Masayuki

- -  Clã Yūki-Matsudaira (Echizen) , 1644-1648 ( Shinpan ; 150.000 koku )

1. Naomoto

- Clã Matsudaira (Okudaira) , 1648-1668 ( Shinpan ; 150.000 koku )

1. Tadahiro

- Clã Okudaira , 1668-1685 ( Fudai 90.000 koku )

1. Masayoshi
2. Masaakira

- Clã Hotta , 1685-1686 ( Fudai ; 100.000 koku )

1. Masanaka

- - Clã  Yūki-Matsudaira (Echizen) , 1686-1692 ( Shinpan ; 90.000 koku )

1. Naonori

- Clã Matsudaira (Okudaira) , 1692-1700 ( Shinpan ; 100.000 koku )

1. Tadahiro
2. Tadamasa

- Clã Hotta , 1700-1746 ( Fudai ; 100.000 koku )

1. Masatora
2. Masaharu
3. Masasuke

- Clã Ogyū-Matsudaira (Okutono)  , 1746-1764 ( Fudai ; 60.000 koku )

1. Norisuke

- Período como tenryō , 1764-1767

- - Clã Akimoto , 1767-1845 ( Fudai ; 60.000 koku )

1. Suketomo
2. Tsunetomo
3. Hisatomo
4. Yukitomo

- Clã Mizuno , 1845-1870 ( Fudai ; 50.000 koku )

1. Tadakiyo
2. Tadahiro